# Saint Tadec
Saint Tadec ou saint Tudec est un saint plus ou moins mythique de Bretagne, moine de l'abbaye de Landévennec au VIe siècle, qui aurait été tué par un seigneur du Faou dans l'église de Daoulas alors qu'il disait la messe. Il fait partie des saints bretons non reconnus officiellement par l'église catholique, fête le 2 décembre.

## Le récit légendaire de sa mort
La légende dit qu'un seigneur du Faou, encore païen, aurait commis un double crime dans l'église de Daoulas : 

« Ayant appris que les supérieurs des monastères de Cornouaille s'étaient réunis non loin de ses terres pour conférer ensemble, ce seigneur (...) se fit accompagner d'une partie de ses sujets et enfonça les portes de l'église où se trouvaient les ennemis de la fausse religion. Saint Tadec (ou saint Tudec) fut massacré à l'autel; saint Judulus eut la tête tranchée au moment où il s'enfuyait vers Landévennec. Cependant Dieu vengea ses serviteurs. Un dragon horrible ravagea le bourg du Faou et ses environs, le seigneur devint la proie du malin esprit, et il fallut toute la puissance de saint Pol, évêque de Léon, pour vaincre le monstre et guérir le meurtrier. Celui-ci, devenu chrétien, en réparation de son crime fonda le monastère de Daoulas, ou des deux plaies, des deux douleurs, au lieu même où saint Judulus avait été assassiné par lui. »

## Les traces de son culte dans la Bretagne actuelle
- Église Saint-Tudec[4] à Landudec (Finistère) où un pardon de saint Tudec est célébré chaque année au mois d'octobre. Saint Tudec est considéré comme le fondateur de la paroisse de Landudec[5].
- Chapelle Saint-Tudec[6] dans l'ancienne trève de Saint-Tudec, paroisse et désormais commune de Poullaouen (Finistère).
- Une chapelle Saint-Tudec, disparue, a existé à Spézet[7].

Par ailleurs saint Tudec est le saint patron de l'île de Groix (Morbihan).